# Mycale contax
Mycale contax är en svampdjursart som beskrevs av Dickinson 1945. Mycale contax ingår i släktet Mycale och familjen Mycalidae.
Artens utbredningsområde är Kalifornien. Inga underarter finns listade i Catalogue of Life.